# مكتب الاستخبارات والتحليل
مكتب الاستخبارات والتحليل (I&A) هو وكالة استخبارات تابع لوزارة الأمن الداخلي في الولايات المتحدة (DHS)، وهو أحد سبع عشرة وكالة في مجتمع الاستخبارات بالولايات المتحدة (IC). يترأسه وكيل وزارة الاستخبارات والتحليل، وهو منصب أكده مجلس الشيوخ، ويعمل أيضًا كرئيس المخابرات لوزارة الأمن الوطني. منذ توليه منصبه في 8 أغسطس 2017، عمل السيد ديفيد ج. غلاوي بصفته وكيل الوزارة الحالي للاستخبارات والتحليل.